# NGC 1754
NGC 1754 je kuglasti skup u zviježđu Stolu. 

## Vanjske poveznice
- SEDS: NGC 1754